# 크세니야 라포포르트
크세니야 알렉산드로브나 라포포르트(러시아어: Ксе́ния Алекса́ндровна Раппопо́рт, 1974년 3월 25일 ~ )는 러시아의 배우이다. 2006년 영화 《언노운 우먼》으로 다비드 디 도나텔로상 여우주연상을, 2009년 영화 《더블 아워》로 베네치아 영화제 볼피컵 여우주연상을 수상했다. 2015년 러시아 인민예술가상 서훈자이다.

## 출연 작품
- 칼리버 9: 마피아 워 (2020)
- 페어웰, 마이 러브! (2018)
- 뮤턴트 워 (2018)
- 아이스 (2018)
- 퀸 오브 스페이즈 (2016)
- 인비저블 보이 (2014)
- 아이스 포레스트 (2014)
- 투 데이즈 (2011)
- 마이 와이프스 노블 (2011)
- 일 파드레 에 로 스트라니에로 (2010)
- 더블 아워 (2009)
- 유리의 날 (2008)
- 언노운 우먼 (2006)
- 죽음이라는 이름의 기수 (2004)